# Гошала

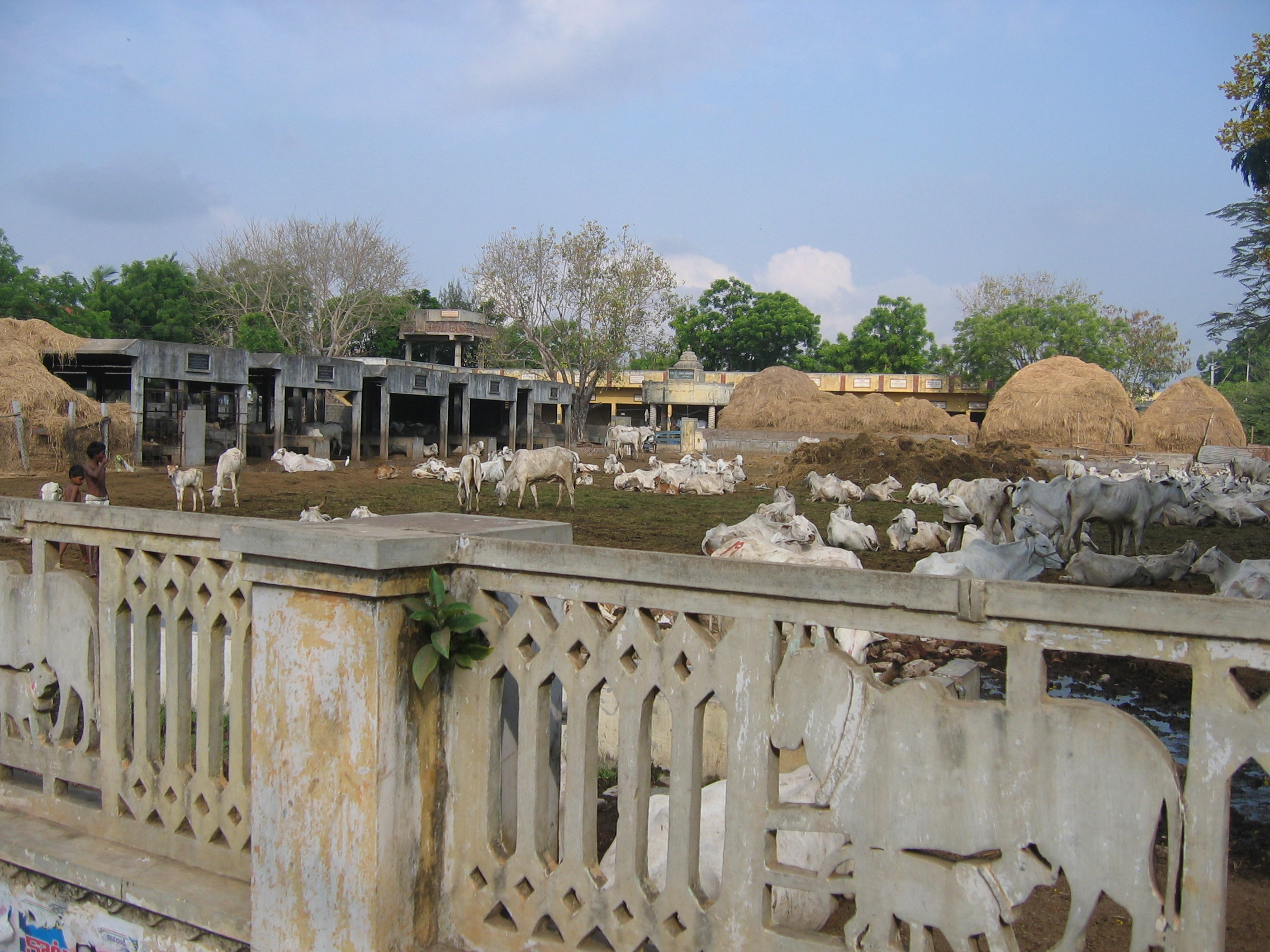
Гошала в Гунтуре (Андхра-Прадеш).

Гошала (санскр. गोशाला, IAST: gośālā, «скотный загон») — особое место в странах индуизма, где заботятся о коровах. Индуизм почитает корову в качестве священного животного, и забота о старых и больных коровах — отличительная черта индуизма.
Убийство коров ограничивается во всех штатах Индии, за исключением Западной Бенгалии и Кералы, где не существует каких-либо ограничений. Коровы методически вывозятся на убой в эти регионы, несмотря на то, что перевозить коров через границы штатов запрещено индийскими законами. В больших городах, однако, работают много частных скотобоен. По данным на 2004 год, в Индии существовало примерно 3 600 легальных скотобоен, а количество нелегальных оценивалось в 30 000. Все попытки закрыть нелегальные скотобойни были безуспешными.
Во многих местах в Индии считается очень благоприятным знаком дать что-нибудь поесть корове перед завтраком.
За период с 2014 по 2016 год правительство Индии потратило 5,8 миллиардов рупий (87 миллионов $) на гошалы.